# Richard Benson
Pour les articles homonymes, voir Benson.
Richard Benson est un chanteur et personnage médiatique italien d'origine britannique né le 10 mars 1955 à Woking (Angleterre) et mort le 9 mai 2022 à Rome (Italie). 
Il a sorti plusieurs albums de rock : Madre Tortura en 1999 et L'Inferno dei vivi en 2015.

## Biographie

### Jeunesse et carrière
Richard Philip Henry John Benson naît le 10 mars 1955 à Woking, en Angleterre, d'un père anglais et d'une mère belge tous les deux d'ascendance italienne. Son arrière-grand-père patenel, Samuel Herbert Benson, est le fondateur de la première agence publicitaire au Royaume-Uni.
Il s'installe en Italie dans sa jeunesse et commence sa carrière dans les années 1960. En 1968, avec le groupe The Light, il organise une série de concerts dans les écoles occupées de Rome. 
Au début des années 1970, Benson rejoint Buon vecchio Charlie, un groupe de rock progressif : un seul album, Buon vecchio Charlie, largement instrumental, est enregistré en 1971 par le label indépendant Suono. En 1972, il participe au festival de Villa Pamphili, une zone urbaine de Rome, située dans le quartier Gianicolense. À partir de la fin des années 1970 , Benson anime plusieurs programmes de télévision en tant que critique musical, où il a présenté de nombreux artistes alors inconnus, surtout dans les genres hard rock et heavy metal, mais aussi jazz, funk, blues, fusion et rock italien.
En 1982, il participe au tournage du film L'inceneritore du réalisateur Pierfrancesco Boscaro, en jouant le rôle d'un chef de gang et en travaillant sur la bande sonore. En 1983, il sort le single Animal Zoo (au label Mondial Laser) et en 1984 un single rock intitulé Renegade (Golden Sound).
Il continue également à écrire des chansons, qui se retrouvent dans certains recueils, et à donner des concerts dans de petites salles de la région du Latium. Il suscite la curiosité non pas tant pour sa production musicale que pour sa personnalité originale, et pour ses nombreux récits sur l'âge héroïque du rock 'n' roll, dont la véracité est parfois mise en doute (il dit ainsi être l'ami de Mick Jagger et de Marilyn Manson, et connaître la vérité sur la mort de Brian Jones, aucune de ces allégations n'étant vérifiables). Les concerts de Richard Benson sont régulièrement le théâtre d'incidents avec le public, qui lui lance des projectiles divers (aliments, objets ménagers, etc.).

### Années 2010 et décès
Le 27 juin 2012, il est interviewé dans l'émission télévisée La Valigia dei sogni, animée par Simone Annicchiarico. En septembre 2012, il anime sur Retesole une émission homonyme que l'historique Ottava nota, avec un format très similaire, mais il passe ensuite sur la chaîne locale italienne One Television, où il anime l'émission Rock Machine,. Le 7 avril 2013, il épouse sa compagne Ester Esposito, à laquelle il était lié depuis seize ans,.
De 2013 à 2014, il anime une émission sur sa propre websérie, appelée RichardBensonTv, dans laquelle il exprime ses opinions sur des groupes, des artistes, des disques, et parle également de divers sujets concernant le heavy metal. Le 16 mars 2015, il signe un contrat avec INRI, un label indépendant appartenant à Dade de Linea 77, avec lequel il sort L'Inferno dei vivi,. Anticipé par le single I nani, sorti en format numérique le 13 avril 2015, l'album est produit par Tiromancino, qui poste sur sa page Facebook la vidéo de la signature du deal, au cours de laquelle Federico Zampaglione est présent.
Le 15 février 2016, Benson annonce par le biais d'une vidéo postée sur YouTube la sortie de la compilation Duello madre, initialement prévue pour le 29 du même mois dans les principales boutiques numériques, mais ensuite avancée au 24 février sur iTunes. Le 22 novembre de la même année, Repubblica TV publie une vidéo dans laquelle Richard Benson, ainsi que sa femme Ester, demandaient de l'aide aux fans par le biais de dons, en disant qu'il souffrait de problèmes cardiaques et se trouvait dans une situation financière précaire. À la suite de cet appel, plusieurs campagnes de financement participatif ont été organisées pour aider le musicien, qui ont connu un succès plus important que prévu, et un concert appelé Richard Benson Charity Live organisé en décembre 2016.
Il meurt dans un hôpital de Rome le 9 mai 2022 à l'âge de 67 ans.

## Discographie

### Albums studio
- 1999 : Madre Tortura
- 2009 : Abbiamo tutti un blues da piangere
- 2015 : L'Inferno dei vivi[14]

### Singles
- 1983 : Animal Zoo
- 1984 : Renegade

### Participations
- 1985 : Metallo Italia
- 1987 : Metal Attack

### En groupe
- 1990 : Buon vecchio Charlie (avec Buon vecchio Charlie)